# Belgica-Subglazialhochland
Das Belgica-Subglazialhochland umfasst eine Gruppe von Hochplateaus, die komplett von kontinentalem Gletschereis überdeckt sind. Das Hochland liegt südöstlich des Dome Charlie im ostantarktischen Wilkesland und trennt mit nordsüdlicher Ausdehnung den Peacock-Subglazialgraben vom Adventure-Subglazialgraben.
Seine Ausdehnung wurde mittels Sonarortung im Rahmen eines gemeinsamen Programms des Scott Polar Research Institute, der National Science Foundation und Dänemarks Technischer Universität zwischen 1967 und 1979 ermittelt. Namensgeber für das Hochland ist die Belgica, das Schiff der gleichnamigen Antarktisexpedition (1897–1899) des belgischen Polarforschers Adrien de Gerlache de Gomery.